# تری ای. دیویس
ترنس اندرو دیویس (به انگلیسی: Terrence Andrew Davis) (متولد ۱۵ دسامبر ۱۹۶۹ – درگذشتهٔ ۱۱ اوت ۲۰۱۸) معروف به تری ای. دیویس (به انگلیسی: Terry A. Davis) برنامه‌نویس و ویدئو بلاگر آمریکایی بود که سیستم‌عامل تمپل‌اواس را ایجاد و طراحی کرد. توسعه آن به تنهایی بسیار وقت گیر، پیچیده و غیرعادی بود.
در نوجوانی زبان اسمبلی را روی یک رایانه خانگی کمودور ۶۴ آموخت. وی بعد تر مدرک کارشناسی ارشد مهندسی برق را از دانشگاه ایالتی آریزونا دریافت کرد. در دهه ۱۹۹۰، دیویس به اسکیزوفرنی مبتلا شد، که این بیماری بر زندگی و کار او تأثیرات عمیقی گذاشت.
تمپل‌اواس، که دیویس آن را به عنوان «معبد خدا» می‌نامید، یک سیستم عامل ۶۴ بیتی بود که دیویس ادعا می‌کرد تحت الهام الهی آن را ساخته است. این سیستم عامل طراحی شده بود تا به نوعی ارتباط مستقیم با خدا فراهم کند و شامل ویژگی‌هایی مانند یک محیط برنامه‌نویسی ساده و بازی‌هایی مانند «چکیده ۱۰ فرمان» بود.
اگرچه دیویس به خاطر مهارت‌های برنامه‌نویسی‌اش تحسین می‌شد، ولی رفتارها و اظهارات جنجالی‌اش، از جمله استفاده از الفاظ نژادپرستانه و توهمات دربارهٔ تعقیب شدن توسط سازمان‌های دولتی، او را در معرض انتقاد قرار داد. در سال ۲۰۱۷، تمپل‌اواس به عنوان بخشی از یک نمایشگاه هنر در فرانسه به نمایش گذاشته شد و دیویس از این توجه استقبال کرد، اما ناراضی بود که طرفداران کمی از سیستم عامل او برای صحبت با خدا استفاده کرده‌اند.
دیویس بیشتر زمان خود را صرف کدنویسی و فعالیت‌های آنلاین می‌کرد و در سال‌های آخر زندگی‌اش بی‌خانمان بود. او در سال ۲۰۱۸ در سن ۴۸ سالگی درگذشت، و مرگ او به عنوان یک حادثه برخورد با قطار گزارش شد.